# HD 16175
Désignations
HD 16175 est une naine jaune de magnitude 7 avec une température effective d'environ 6 000 K située à 196 années-lumière (60 parsecs) de la Terre dans la constellation d'Andromède. Cette étoile n'est visible qu'à l'aide de jumelles ou d'un meilleur instrument (un télescope par exemple). Elle est également 3,3 fois plus lumineuse, 1,34 plus massive et son rayon et 1,66 fois plus grand que celui du Soleil.

## Buna
HD 16175 porte une désignation traditionnelle, Buna. Le nom a été choisi dans le cadre de la campagne NameExoWorlds par l'Éthiopie, à l'occasion du 100e de l'UAI. Buna est le mot couramment utilisé pour désigner le café en Éthiopie,.

## Système planétaire
La découverte d'HD 16175 b a été publiée dans le numéro de juin 2009 des Publications of the Astronomical Society of the Pacific. Les paramètres planétaires ont été mis à jour en 2016. En 2023, l'inclinaison et la masse minimale d'HD 16175 b ont été déterminées par astrométrie.
| Planète | Masse           | Demi-grand axe (ua) | Période orbitale (années) | Excentricité  | Inclinaison              | Rayon |
| ------- | --------------- | ------------------- | ------------------------- | ------------- | ------------------------ | ----- |
| b       | 5,9+1,8 −1,0 MJ | 2,13+0,075 −0,08    | 2,686+0,031 −0,039        | 0,675 ± 0,026 | 59+20 −19 ou 121+49 −20° |       |